# جنگ سرد دوم

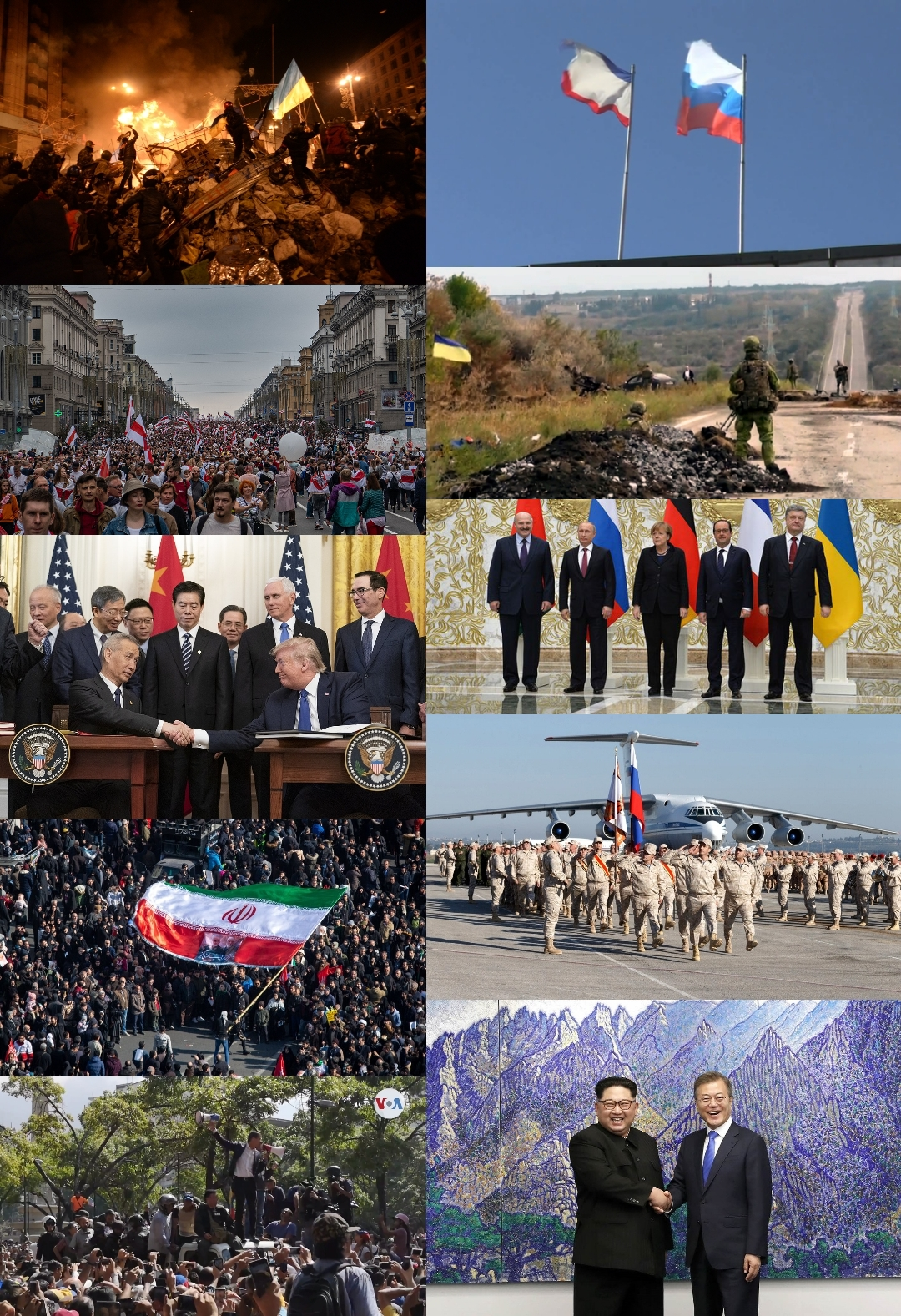
جنگ سرد دوم، رقابتی همه‌جانبه، آشکار و پنهان، میان دنیای غرب و شرق در سرتاسر جهان.

نقشه سه ابرقدرت فرضی جنگ سرد ۲: ایالات متحده آمریکا، روسیه و چین.

جنگ سرد ۲ که نیز با نام جنگ سرد جدید و جنگ سرد ۲٫۰ شناخته می‌شود، اشاره به تجدید تنش وضعیت سیاسی و نظامی بین قدرت‌های جغرافیای سیاسی است که در یک جبهه آن چین یا روسیه قرار دارد، در‌حالی‌که رهبری جبهه دیگر با ایالات متحده آمریکا یا ناتو است. این تنش‌ها شبیه به تنش‌های دوره جنگ سرد است که در آن بلوک غرب به رهبری ایالات متحده آمریکا در برابر بلوک شرق به رهبری اتحاد جماهیر شوروی که اکنون به روسیه تبدیل شده، قرار داشتند. 

## روسیه در مقابل غرب
برخی از منابع از عنوان جنگ سرد دوم به عنوان تنش بالقوه ولی غیر محتمل در رویدادهای آینده نام می‌برند، درحالی که دیگران از این اصطلاح برای توضیح تنش‌های تجدید شده جاری، خصومت‌ها و رقابت‌های سیاسی استفاد می‌کنند که به‌طور چشمگیری از سال ۲۰۱۴ بین فدراسیون روسیه از یک سو و ایالات متحده آمریکا، ناتو و اتحادیه اروپا از سوی دیگر شدت یافته‌است. پروفسور آکسفورد فیلیپ ان. هاوارد استدلال می‌کند که جنگ سرد جدید دارای ابعاد مشخص رسانه‌ای است که در آن درگیری بر سر کنترل قدرت رسانه‌ای روسیه و همچنین جنگ سایبری بین دولتهای خودکامه و جامعه مدنی خودی در جریان است. در حالی که برخی از چهره‌های مهم مانند میخائیل گورباچف پس از رودررویی غرب و روسیه بر سر بحران اوکراین در سال ۲۰۱۴ هشدار دادند که جهان در آستانه یک جنگ سرد جدید است یا هم‌اکنون این جنگ آغاز شده‌است، دیگران استدلال می‌کنند که اصلاح جنگ سرد جدید ماهیت واقعی رابطه بین روسیه و غرب را توصیف نمی‌کند. در حالی که بین تنش جدید بین روسیه و غرب شباهت‌هایی با تنش‌های جنگ سرد اول نیز وجود دارد، اما تفاوت‌های عمده‌ای همچون روابط اقتصادی عمیق روسیه با دنیای بیرون وجود دارد که می‌تواند در نهایت به محدود شدن اقدامات روسیه بینجامد و از این طریق راه‌های جدید برای نفوذ بر روسیه شکل گیرد. برخی اصطلاح «جنگ سرد دوم» را بنابراین دلایل به عنوان یک نام بی مسمی توصیف می‌کنند.